# Подільська округа
Подільська округа — адміністративна округа, створена у складі польського цивільного управління земель Волині і Подільського фронту, резиденція якої знаходилась у Кам'янці-Подільському. До її складу увійшли Кам'янецький, Проскурівський, Ушицький та Летичівський повіти.
15 травня 1920 р. до Подільської округи було приєднано і Старокостянтинівський повіт.

## Адміністративний поділ
Площа і населення на основі російських даних.
| Повіт | Км²  | Мешканців (1897) |  | Повітове місто        | Мешканців |
| --- | ---- | ---------------- |  | --------------------- | --------- |
| Подільська округа |      |                  |  |                       |           |
| Кам'янецький повіт | 2870 | 266 350          |  | Кам'янець-Подільський | ?         |
| Летичівський повіт | 2699 | 184 477          |  | Летичів               | ?         |
| Проскурівський повіт | 2607 | 226 091          |  | Хмельницький          | ?         |
| Старокостянтинівський повіт ¹ | 2560 | 193.889          |  | Старокостянтинів      | ?         |
| Ушицький повіт | 2820 | 223 312          |  | Нова Ушиця            | ?         |
| ¹ 15 травня 1920 р. Старокостянтинівський повіт було виділено з Волинської округи та приєднано до Подільської (Dz. Urz. ZCZWiFP z 1920 r. Nr 8, poz. 11). |      |                  |  |                       |           |